# ألبرتو راموس
ألبرتو راموس (بالإسبانية: Alberto Ramos Sesma)‏ هو لاعب البولو مكسيكي، ولد في 25 مارس 1909 في ولاية واهاكا في المكسيك، وتوفي في 17 مارس 1967.

## وصلات خارجية
- ألبرتو راموس على موقع أوليمبيديا (الإنجليزية)